# Budivoj
Budivoj je mužské křestní jméno slovanského původu. Vykládá se jako „ten, kdo budí vojsko“, „ten, kdo povzbuzuje vojsko“, případně „probuď vojsko“.
Podle staršího kalendáře má svátek 26. září.

## Budivoj v jiných jazycích
- Polsky: Budziwoj
- Srbsky: Budivoj

## Známí nositelé jména
Jedná se spíše o polské jméno a jeho známí představitelé jsou:
- Budivoj († 1075, Butue, Buthue), nejstarší syn Gottschalka (počeštěně Gotšalk), knížete svazu Obodritů
- Budivoj (Budivoy), syn Chřenův [1]
- Budivoj I. z Krumlova († kolem 1272), vnuk členky rodu Markvarticů
- v českých a spíše moravských zemích se pak dále vyskytuje několik Budivojů[2] (Budivoi filius Ciec (1175-1192), Budivoi filius Sebastiani (1194-1210, frater eius Ben), Budivoy filius Dersicraius (1194-1213), Budivoi filius Suest/Zvěst (1216-1224 – Glac/Kladsko – nyní v Polsku), Budivoi filius Ben (1228))
- ve Slezsku a Polsku pak: Budiuog de Viazd/Ujazd v Polsku nedaleko Opavy, (možná stejný) Budiuog (biskup v Krakově v 1222), Budiuoy (1223 filius Jarzlai), dominus Bugiuoy (1198 frater či filius Vincemerii), Budivoi (1229 iudex Cracoviensis), Budiuogius filius Wnorj/Wnor (1256), Budiuoyo filio Stefani (1239), atd.